# جایزه جونو
جایزه جونو پر اعتبارترین جایزه موسیقی در کانادا است که سالی یک بار اعطا می‌شود و در ضمن آن اعضای جدید تالار مشاهیر موسیقی کانادا نیز معرفی می‌شوند.
جایزهٔ جونو از سال ۱۹۷۰ تاکنون هر ساله اعطا شده و برای ادای احترام به پیر جونو، اولین رئیس رادیو تلویزیون کانادا، چنین نامگذاری شده است.